# West Atlantic Sweden
West Atlantic Sweden AB (ehemals West Air Sweden) ist eine schwedische Frachtfluggesellschaft mit Sitz in Göteborg und Basis auf dem Flughafen Lidköping. Sie ist eine Tochtergesellschaft der Frachtunternehmensgruppe West Atlantic AB.

## Geschichte

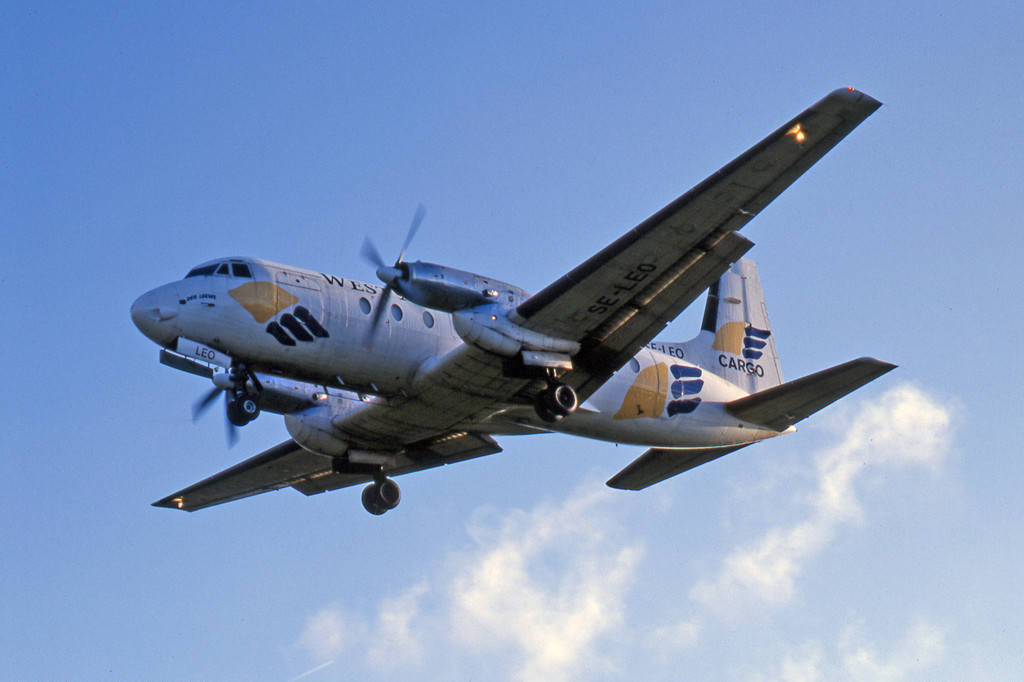
Hawker Siddeley HS 748 der West Air Sweden, 2001

Ursprung von West Air war 1962 eine Gründung des schwedischen Kaufmanns und Kaffee-Importeurs Anders Löfberg, der eine Piper PA-31 nutzte, um seine Produkte schnell und effizient innerhalb Skandinaviens zu vermarkten.
Im Jahr 1995 wurde die Gesellschaft von den heutigen Besitzern Göran Berglund und Gustaf Thureborn aufgekauft und in West Air Sweden umbenannt. Anfangs flog West Air auch Passagier-Linienflüge, diese wurden aber 1997 aufgegeben, nachdem die Gesellschaft einen Vertrag zur Nachtpostbeförderung von der schwedischen Post erhielt. Danach konzentrierte man sich auf Nachtflugsendungen mit kleineren Frachtflugzeugen wie der Hawker-Siddeley HS 748. Das Streckennetz und die Flotte wurden kontinuierlich vergrößert. Neue Kunden, wie FedEx, DHL, TNT, UPS und seit 2006 die Norwegische Post wurden hinzugewonnen.
Anfang 2000 wurden bereits 60 % der Flüge in Zentraleuropa durchgeführt. Das führte dazu, dass West Air eine neue Tochtergesellschaft mit Namen West Air Luxembourg und eigener Crewbasis und Flugleitungszentrale in Luxemburg gründete, um näher an der Kundschaft zu sein.
Beide Gesellschaften betreiben zusammen die größte Frachterflotte von BAe ATP in Europa. Die ursprünglich eingesetzten HS 748 wurden nach und nach durch zu Frachtern umgebaute ATPs ersetzt.
Im Oktober 2008 wurde bekannt gegeben, dass sich die Muttergesellschaft West Air Europe mit der britischen Luftfrachtgesellschaft Atlantic Airlines (jetzt West Atlantic UK), ebenfalls ein Betreiber von mehreren ATPs, unter dem Namen West Atlantic zusammenschließt.
Im Jahr 2011 wurde entschieden, den operativen Betrieb der West Air Sweden sukzessive zur luxemburgischen Tochter West Air Luxembourg zu übertragen. Im Dezember 2013 wurde West Air Luxembourg an FAST Logistics Luxembourg verkauft und 2014 in Smart Cargo umbenannt.

## Flugziele
West Atlantic Sweden betreibt hauptsächlich Frachtlinien- und Ad-hoc-Charterfrachtverkehr sowie Nachtexpressflüge für die schwedische und norwegische Post innerhalb Skandinaviens. Weitere Großkunden waren FedEx, DHL, TNT und UPS.

## Flotte

### Aktuelle Flotte
Mit Stand April 2025 besteht die Flotte der West Atlantic Sweden aus zwei Frachtflugzeugen mit einem Durchschnittsalter von 23,0 Jahren:
| Flugzeugtyp       | Anzahl | bestellt | Anmerkungen               | Durchschnittsalter |
| ----------------- | ------ | -------- | ------------------------- | ------------------ |
| Boeing 737-800BCF | 1      | 1        | mit Winglets ausgestattet | 22,1 Jahre         |
| Boeing 757-200PCF | 1      |          | mit Winglets ausgestattet | 24,0 Jahre         |
| Gesamt            | 2      | 1        |                           | 23,0 Jahre         |

### Ehemalige Flugzeugtypen
- ATR 42
- BAe ATP-F
- Boeing 767-200BDSF
- Bombardier CRJ200F
- Hawker Siddeley HS 748-244

## Zwischenfälle

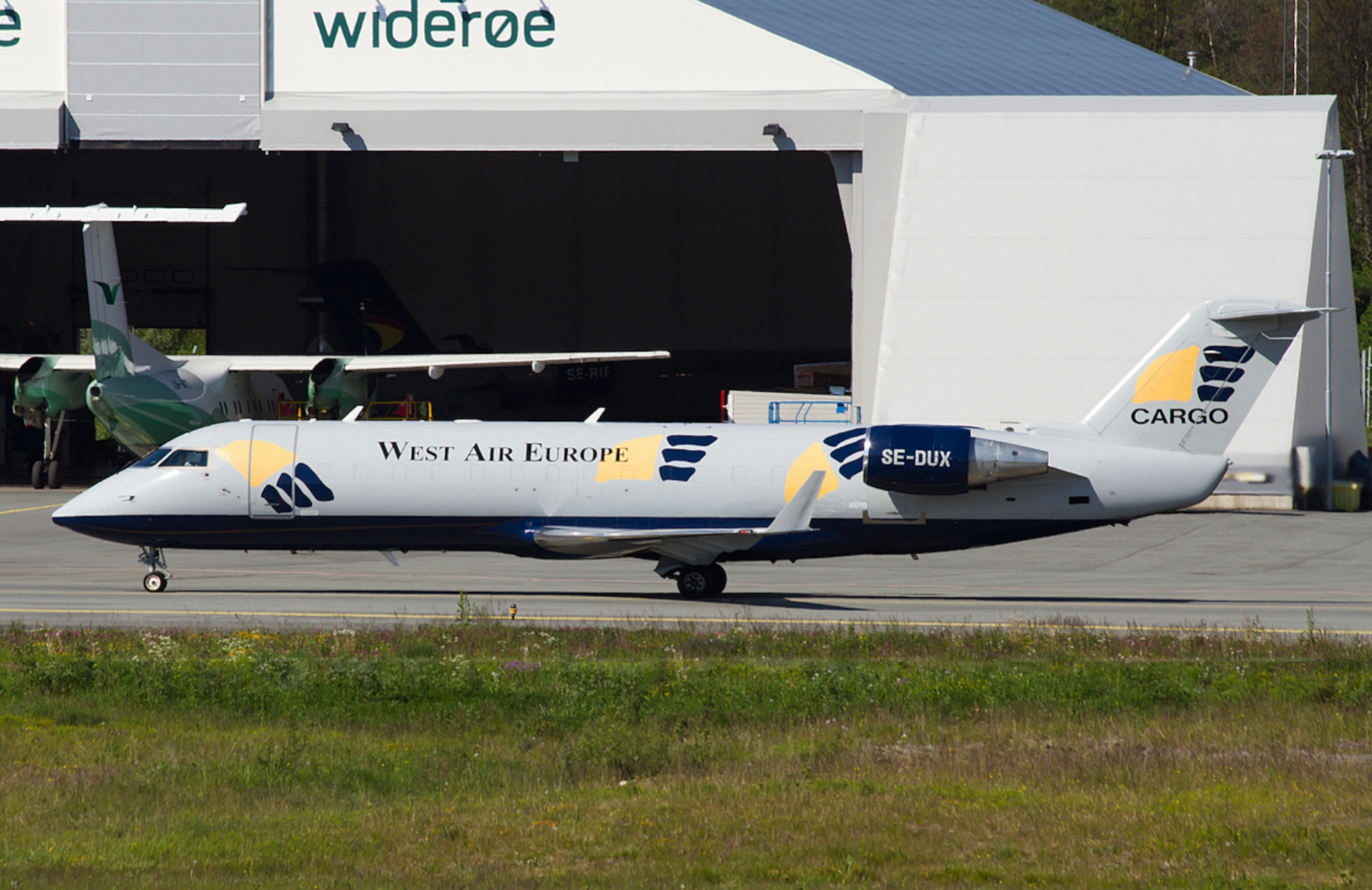
Die am 8. Januar 2016 in Nordschweden verunfallte Bombardier CRJ200-PF

- Am 13. Dezember 2001 explodierte an einer Hawker Siddeley HS 748-244 der West Air Sweden (Luftfahrzeugkennzeichen SE-LEO) auf dem Flughafen Lidköping-Hovby (Schweden) das rechte Triebwerk. Das Flugzeug wurde irreparabel beschädigt. Die Ursache war das fehlerhafte Entfernen der Entleerungsschraube an der Propellernabe durch Wartungstechniker, wodurch eine zu hohe Drehzahl entstand. Über Personenschäden ist nichts bekannt.[4]

- Am 8. Januar 2016 stürzte eine Bombardier CRJ200-PF mit dem Luftfahrzeugkennzeichen SE-DUX in der Nähe von Akkajaure in Nordschweden ab. Die beiden Piloten der Postmaschine kamen beim Unfall ums Leben. Bei der Auswertung des Datenschreibers wurden mehrere unplausible Parameter identifiziert, zurückzuführen auf eine Fehlfunktion einer der redundanten Trägheitsmesseinrichtungen und das Fehlen von Vorschriften für einen solchen Fall für die Besatzungen (siehe auch West-Air-Sweden-Flug 294).[5]